# Macintosh IIx
El Macintosh IIx fue un ordenador personal de sobremesa, segundo modelo de la familia Macintosh II, diseñado, fabricado y comercializado por Apple Computer. Se puso a la venta el 19 de septiembre de 1988 como una actualización incremental del Macintosh II original. El precio inicial del IIx fue, en Estados Unidos, de 7.769 dólares o 9.300 $ para la versión con un disco duro de 40 MB. Fue descatalogado el 15 de octubre de 1990.
El IIx fue el segundo de tres modelos de Macintosh que incluía en la caja seis ranuras NuBus, siendo el último el Macintosh IIfx. Reemplazó la CPU Motorola 68020 y la FPU 68881 del II por una CPU Motorola 68030 a 16 MHz y una FPU 68882, funcionando a la misma velocidad que la CPU. La unidad de disquete de 800 Kb fue sustituido por el SuperDrive de 1,44 Mb. Como el Mac II, incluía 0,25 KiB de caché L1, un bus de 16 MHz, a la velocidad del procesador, y soportaba hasta el System 7.5.5.
Los nombres de desarrollo del IIx incluyeron "Spock" y "Stratos". El sistema dejó de tener soporte de Apple el 31 de agosto de 1998.

## Detalles técnicos
- CPU: Motorola 68030 a 16 MHz
- FPU: Motorola 68882 a 16 MHz
- Velocidad del Bus : 16 MHz
- ROM : 256 KB (256 KiB)
  - ROM ID: $0178
- RAM : 1 Megabyte (MiB) ampliables a 32 (oficialmente) o 128 (sin soporte oficial). Ocho ranuras SIMM de 30 contactos en placa madre.
- Pantalla : carece de sistema de video integrado, por lo que viene con una tarjeta NuBus. Para las series Mac II Apple comercializó cuatro tarjetas, variando la entregada con la configuración. Hay además numerosos desarrollos de terceros. El monitor también cambia con la configuración, pero todos usan un Conector monitor Apple
  - Macintosh II High Resolution Video Card
  - Macintosh II Monochrome Video Card
  - Macintosh II Portrait Video Card
  - Macintosh II Video Card
- Almacenamiento
  - Una o dos unidades de disquete SuperDrive de 3,5 y 1,44 MB
  - Un disco duro SCSI de 20, 40 u 80 MB
  - Cualquier dispositivo SCSI externo, como :
    - Unidades Iomega Bernoulli Box
    - Unidades de Disco magneto-óptico
    - Unidades Iomega Zip
    - Unidad SuperDisk (LS-120)
    - Unidad Iomega Jaz
    - Unidad Castlewood Orb
    - Unidad CD-ROM y grabadoras
- Conectores :
  - 1 puerto SCSI DB-25
  - 2 puertos serie RS-422 con Conector mini-DIN 8 (printer, módem]).
  - 2 puertos ADB
  - 1 conector minijack de auriculares : mono 8 bits con una frecuencia de muestreo de 22 kHz
  - Conector de seguridad Kensington
- Carcasa : similar a la de su antecesor, de 5,5 x 18,7 x 14,5 pulgadas
- Expansión :
  - 8 ranuras SIMM de 30 contactos para la memoria
  - 6 ranuras NuBus
- Red : AppleTalk
- Fuente de alimentación interna  90V-270V AC, 48-62 Hz, con un máximo de 230 vatios.
- Sistema operativo : System 6.0.8L, System 7.0.1 a System 7.5.5
- Gestalt ID : 7  (código de identificación de computadoras)
- Nombre en código : "Spock" y "Stratos"